# Hugo Birkner
Hugo Birkner (* 18. Februar 1888 in Hanau; † 14. August 1957 ebenda) war ein deutscher Unternehmer und Amateur-Archäologe.

## Leben
Geboren wurde Hugo Birkner als Sohn eines Silberwarenfabrikanten. Er begann nach dem Besuch der Oberrealschule in Hanau eine kaufmännische Lehre in der Schmuckindustrie. Nebenher besuchte er die örtliche Zeichenakademie. Ab 1907 war er europaweit kaufmännischer Angestellter und Vertreter einer Reihe von Juwelieren in Bremen, Berlin, Hanau, Menton, Aix-les-Bains, Newcastle upon Tyne, Lausanne und Wiesbaden. Nach dem Ersten Weltkrieg, an dem er als Offizier teilnahm, wurde er Prokurist der Hanauer Schmuckfabrik Steinheuer & Co., die er zusammen mit einem anderen Gesellschafter 1927 übernahm. Im Zweiten Weltkrieg war er von 1941 bis 1943 einberufen. Der Krieg zerstörte die Grundlagen der Hanauer Schmuckindustrie und des eigenen Betriebs.

## Wirken für die Lokalarchäologie und das Hanauer Museum

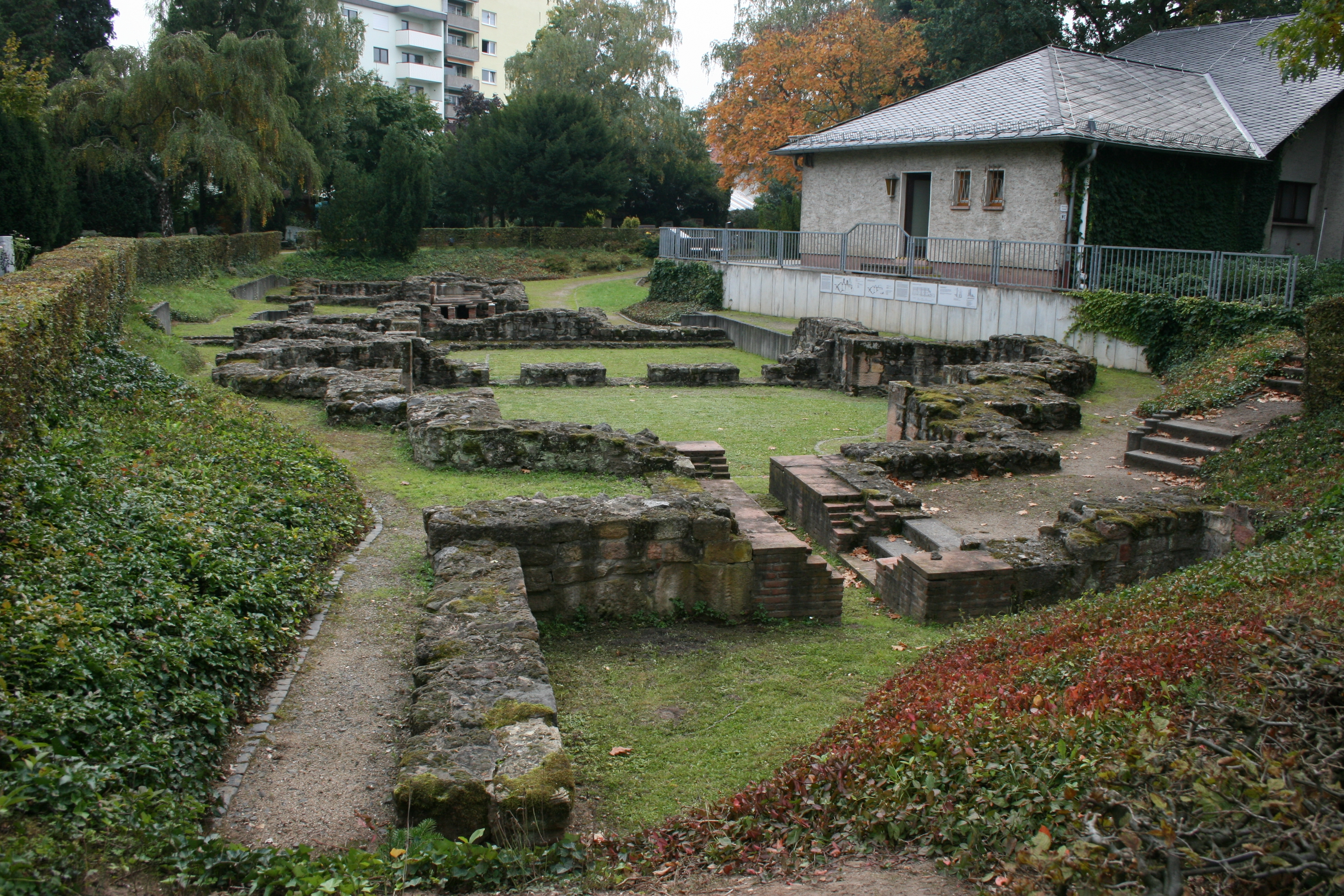
Kastell Salisberg an dessen Ausgrabung Hugo Birkner teilgenommen hat.

Schon als Schüler interessierte er sich für Archäologie, ab 1906 war er im Hanauer Geschichtsverein aktiv. Sein Schwerpunkt war die heimische Ur- und Frühgeschichte. Während eines Genesungsaufenthalts 1915 in Hanau lernte er Georg Wolff kennen, der ihn in seinen Interessen förderte. 1919 nahm er dann an der Ausgrabung des römischen Kastellbades des Kastells Salisberg teil, das zugehörige Kastell wurde unter seiner Mitwirkung 1931 ergraben. Ebenfalls 1919 begann seine Mitarbeit an dem Katalog der archäologischen Bestände des Hanauer Geschichtsvereins. 1923 wurde er korrespondierendes, 1954 ordentliches Mitglied des Deutschen Archäologischen Instituts.
Im Rahmen seiner Tätigkeit für den Hanauer Geschichtsverein kümmerte er sich um dessen Sammlungen, nicht nur die der Ur- und Frühgeschichte, etwa die numismatische und die der Hanauer Fayencen. Er organisierte 1939 maßgeblich den Umzug des Museums zunächst aus dem nun als „Deutsches Goldschmiedehaus“ genutzten historischen Rathaus in der Altstadt Hanau in das Stadtschloss, unmittelbar gefolgt und überlagert von den kriegsbedingten Evakuierungsmaßnahmen des Museumsguts. Als ihm die Eingriffe der nationalsozialistischen Stadtverwaltung auf den Geschichtsverein unerträglich wurden – insbesondere wurde ihm Erich Schohe als hauptamtlicher städtischer Museumsdirektor vorgesetzt – verließ er den Verein.
1943 wurde er aus der Wehrmacht entlassen, zu einem Zeitpunkt als auch die Bedrohung Hanaus durch den Luftkrieg akut und der hauptamtliche städtische Museumsdirektor zum Wehrdienst einberufen wurde. Hugo Birkner organisierte nun die Auslagerung der Museumsbestände vom November 1943 bis November 1944. Schon kurz nach Kriegsende bemühte er sich um die Bergung kunstgeschichtlich wertvoller baulicher Reste aus der zuletzt durch den Luftangriff auf Hanau am 19. März 1945 nahezu vollständig zerstörten Hanauer Innenstadt und schon bald um die Rückführung des ausgelagerten Museumsguts. Insgesamt gelang es ihm etwa 80 % der Objekte durch den Krieg zu retten. Allerdings war ein erheblicher Teil der zugehörigen schriftlichen Unterlagen verloren gegangen. Hugo Birkner führte mit seiner Kenntnis der Sammlung eine neue Inventarisation durch. Er schuf damit die Grundlage dafür, dass wenige Jahre nach seinem Tod das Historische Museum Hanau, aufbauend auf den Beständen des Hanauer Geschichtsvereins, im Schloss Philippsruhe eröffnet werden konnte.
1953 wurde er anlässlich seines 65. Geburtstages zum Museumsdirektor bestellt und erhielt die Ehrendoktorwürde der philosophischen Fakultät der Universität Frankfurt verliehen.
Eine Büste von Hugo Birkner, geschaffen von August Bischoff, befindet sich im Besitz des Hanauer Geschichtsvereins.

## Veröffentlichungen (Auswahl)
- Ein urnenfelderzeitliches Steinkammergrab von Bruchköbel bei Hanau. In: Prähistorische Zeitschrift. Bd. 34/35, 1949/1950, S. 266–272.
- Denkmäler des Mithraskultes vom Kastell Rückingen. In: Germania. Bd. 30, 1953, S. 349–362.
- Bericht über die Funde kulturgeschichtlicher Bodenaltertümer im Bezirk des Hanauer Geschichtsvereins für die Jahre 1951–1953. In: Neues Magazin für Hanauische Geschichte. Bd. 2, Nr. 3, 1954, ZDB-ID 535233-2, S. 41–75.